# Constitución de los Estados Unidos de Venezuela de 1947
La Constitución de Venezuela de 1947 fue aprobada el 5 de julio de 1947 por una Asamblea Constituyente, esta carta magna derogaba la Constitución de 1936 reformada en 1945 por el gobierno de Isaías Medina Angarita. Es considerada como la primera constitución de verdadero corte democrático del país, debido a que en ella se establecía por primera vez la elección libre directa y universal, estableciendo por primera vez en una constitución venezolana el voto femenino, el de los analfabetos y todos los mayores de 18 años.

## Asamblea Constituyente
El 18 de octubre de 1945 un grupo de militares con la ayuda del partido Acción Democrática da un golpe de Estado al presidente Isaías Medina Angarita en lo que ellos denominaron la Revolución de Octubre, ante la falta de legitimidad de esta nueva Junta Revolucionaria de Gobierno se decide convocar a elecciones para elegir 160 constituyentes en 1946; serían estos constituyentes los que derogarían la constitución de 1936 reformada nueve años después, entre los constituyentes más destacados se encontraban Andrés Eloy Blanco, Rafael Caldera, Gustavo Machado y Lorenzo Fernández entre otros.
Esta constitución rompe un prolongado silencio en la materia al establecer, en su articuló 72; "Compete al Estado promover la incorporación del indio a la vida nacional", y disponer, así mismo, que una "Legislación Especial" determinaría lo relacionado con esta materia, teniendo en cuenta las características culturales y las condiciones económicas de la población indígena. El 7 de octubre siguiente se creó la Comisión Indigenista con el objeto de estudiar la situación, cultura y necesidades de los Indígenas; Comisión que es reorganizada por Decretos N.º 377 del 14/3/1952 y N.º 20 del 6/3/1959. Según éste, su finalidad es la de estudiar, planificar, orientar, aplicar y desarrollar la política indigenista oficial, con arreglo a normas científicas y técnicas, y asimismo, coordinar las labores de aquellos organismos y entidades que intervienen en los programas de acción social en favor de la población indígena.        
| Partido político               | Constituyentes |
| ------------------------------ | -------------- |
| Acción Democrática             | 137            |
| Copei                          | 19             |
| Unión Republicana Democrática  | 2              |
| Partido Comunista de Venezuela | 2              |
| Total                          | 160            |

La constitución de 1947 es derogada por acto de fuerza luego del golpe de Estado del 24 de noviembre de 1948 contra Rómulo Gallegos. Luego con el retorno de la democracia la Constitución de 1961 tendría buena parte de su articulado inspirado en la constitución del 47.

## Características
- La Constitución constaba de ocho títulos para un total de 253 artículos además de 19 disposiciones transitorias.
- Es la última constitución que utiliza el nombre de Estados Unidos de Venezuela.
- Se elige el presidente por 5 años sin reelección inmediata.
- Mayores poderes para el Congreso Nacional, al punto de poder interpelar a los Ministros y hasta dar un voto de censura a los mismos.
- El Congreso estaba compuesto por la Cámara de Diputados y el Senado.
- Innovaciones en: Derecho Social, educación, trabajo y salud.
- Al adquirir otra nacionalidad se perdía automáticamente la venezolana.
- Facilidades para la naturalización a latinoamericanos y españoles.
- Garantizaba la protección del menor desde su concepción hasta su completo desarrollo.
- Voto de la mujer, si bien ya había sido aprobado por ley en 1945, no tenía rango constitucional.
- Voto obligatorio.
- El Estado podría restringir ciertos derechos económicos en razón del interés colectivo.
- Se reconoce por primera vez el derecho de asilo.